# Hans Pieren
Hans Pieren (* 23. Januar 1962 in Adelboden) ist ein ehemaliger Schweizer Skirennfahrer. Er gehörte Ende der 1980er und zu Beginn der 1990er Jahre zu den weltweit besten Riesenslalom-Fahrern. Dreimal belegte er in Weltcuprennen einen Podestplatz. Nach seinem Rücktritt im Jahr 1993 blieb Pieren eng mit dem Skisport verbunden. Er war unter anderem von 1994 bis 2022 Rennleiter der Weltcuprennen am Chuenisbärgli in Adelboden, von 1999 bis 2001 Cheftrainer des Schweizer Skiteams der Frauen sowie von 2007 bis 2014 Chef-Renndirektor der FIS. Darüber hinaus baute er ein Handelsunternehmen für Skizubehör auf.

## Biografie

### Sportkarriere
Pieren wuchs in Adelboden zusammen mit zwei Schwestern auf. Das Haus seiner Familie steht am Fuss des Chuenisbärgli, einer der schwierigsten Riesenslalom-Pisten im alpinen Skiweltcup. Das Skifahren erlernte er im Alter von vier Jahren. Ein wichtiger Fixpunkt waren die Weltcuprennen, die jeden Januar praktisch vor der Haustüre stattfanden. Zu seinen Idolen gehörten Karl Schranz, Gustav Thöni und Ingemar Stenmark, aber auch mehrere lokale Skigrössen wie zum Beispiel Adolf Rösti. Er wollte ihnen nacheifern, weshalb er bald dem örtlichen Skiclub beitrat. Über das Kader des Berner Oberländer Skiverbands schaffte Pieren noch während seiner Schulzeit den Sprung ins Interregions-Kader, das damals vom Österreicher Karl Frehsner geleitet wurde. Nach Abschluss der Sekundarschule absolvierte er von 1978 bis 1981 eine Berufslehre als Koch; das erste Jahr in dem von seinem Vater geleiteten Hotel in Interlaken, danach in Adelboden. Im Winter 1980 entschloss er sich dazu, künftig auf Abfahrten zu verzichten und stattdessen ganz auf Riesenslalom und Slalom zu setzen. Dank guter Ergebnisse im Europacup schaffte Pieren im Frühling 1981 den Sprung ins B-Kader. Kurz vor seinem 20. Geburtstag startete er am 12. Januar 1982 erstmals zu einem Weltcup-Rennen, dem Slalom von Bad Wiessee. Eine Woche später folgte in Adelboden der erste Start zu einem Weltcup-Riesenslalom. Er beendete das Rennen auf Platz 15 und holte damit seinen ersten Weltcuppunkt.
Aufgrund fehlender Konstanz pendelte Pieren in den folgenden Jahren zwischen Weltcup, Europacup und FIS-Rennen hin und her. Zwar erzielte er 4. Januar 1983 in Parpan das beste Weltcupergebnis seiner Karriere in einem Slalom, doch in der Saison 1983/84 konnte er sich kein einziges Mal in den Weltcuppunkten klassieren (damals noch für die besten 15). Auch die Saison 1984/85 begann für ihn wenig vielversprechend, doch praktisch aus dem Nichts heraus fuhr er am 15. Januar 1985 im Riesenslalom von Adelboden auf den fünften Platz. Dies ermöglichte ihm am Ende des Winters den Aufstieg in den A-Kader. Bis zum Ende der Saison 1985/86 war Pieren stets mit Dynastar-Skis gefahren, womit er allerdings nicht mehr zufrieden war. Auf die Saison 1986/87 hin wechselte er zu Atomic. Der Markenwechsel brachte den von ihm erhofften neuen Schwung, denn er steigerte sich deutlich und fuhr sechsmal unter die besten zehn. Am 13. Dezember 1987 schaffte er auf der Gran Risa in Alta Badia erstmals einen Podestplatz, als er zeitgleich mit Joël Gaspoz den dritten Platz erzielte.
Pieren qualifizierte sich für die Olympischen Winterspiele 1988 in Calgary; dort fuhr er im Riesenslalom auf den 14. Platz, während er im ersten Durchgang des Slaloms ausschied. Das einzige Top-10-Ergebnis des Winters 1988/89 erzielte er als Achter beim Riesenslaloms zuhause, im Weltcup 1990/91 klassierte er sich dreimal in den Top 10. Da seine Leistungen stagnierten, verlor er seinen A-Kader-Status. Auch sein Skiausrüster hatte kein Vertrauen mehr in ihn und löste den Vertrag auf. Pieren wagte einen Neuanfang und wechselte auf die Saison 1991/92 hin zu Rossignol. Da das Unternehmen bereits zahlreiche gute Athleten unter Vertrag hatte, schlug er vor, auf einen eigenen Servicemann zu verzichten und die Skis selber zu präparieren. Rossignol wollte zunächst nicht darauf eingehen, änderte dann aber die Meinung. Nur für seine Skischuhe der Marke Lange erhielt er fachliche Unterstützung eines Spezialisten. Zwar war Stillschweigen vereinbart worden, um einen möglichen Imageschaden für Rossignol zu vermeiden, doch die Medien erfuhren bald von der ungewöhnlichen Vereinbarung. Sie berichteten ausgiebig über den «schnellsten Servicemann der Welt», denn er fuhr nun so gut wie nie zuvor.
Am 4. Januar 1992 belegte Pieren im Riesenslalom von Kranjska Gora den zweiten Platz hinter Sergio Bergamelli. Ebenfalls Zweiter wurde er am 22. Januar in Adelboden, wo er sich nur Ole Kristian Furuseth geschlagen geben musste. Bei den Olympischen Winterspielen 1992 klassierte er sich als Elfter. Am Ende des Winters war er hinter Alberto Tomba Zweitplatzierter der Riesenslalom-Disziplinenwertung. Im Frühjahr 1992 erhielt er von Rossignol das Angebot, in den Vereinigten Staaten an der World Pro Ski Tour teilzunehmen. Nach kurzer Bedenkzeit lehnte er jedoch ab, da er nicht zu lange von seiner Ehefrau und seinen beiden Kindern getrennt sein wollte. Bei insgesamt sechs Starts im Weltcup 1992/93 resultierten lediglich zwei Ergebnisse in den besten zehn, weshalb er Mitte Januar 1993 zum Schluss kam, dass dies seine letzte Saison sein würde. Bei den Weltmeisterschaften 1993 in Morioka klassierte er sich auf Platz 5. Sein letztes Weltcuprennen bestritt Pieren am 27. März 1993 in Åre und beendete es als Zwölfter.

### Athletensprecher und Rennleiter
Bei Diskussionen im Rahmen des Weltcupfinals 1993 entstand unter den Rennfahrern der Wunsch nach einem Athletenvertreter, der ihr Anliegen bei der FIS und den lokalen Organisatoren vertritt. Während bei den Speedfahrern der Österreicher Peter Wirnsberger diese Aufgabe übernahm, liess sich Pieren davon überzeugen, sich für die Belange der Riesenslalom- und Slalomfahrer einzusetzen. Die FIS erklärte sich daraufhin bereit, beiden Athleten Zugang zu Sitzungen und Unterlagen zu gewähren. Unter anderem ging es darum, den Rennkalender der nächsten Saison zu planen. Aufgrund von Unstimmigkeiten bezüglich Spesenentschädigungen gab Pieren sein Amt nach einem Winter ab. Von 1994 bis 1999 arbeitete er auf Mandatsbasis nebenbei für den österreichischen Skihersteller Fischer Sports in den Bereichen Rennsport und Promotion, im Winter 1998/99 für Swiss-Ski als nationaler Renndirektor der FIS-Rennen in der Schweiz.
Erste Erfahrungen mit der Präparation von Rennpisten hatte Pieren in den frühen 1980er Jahren gesammelt, als er in Adelboden mithilfe der örtlichen Feuerwehr eine Piste fürs Training herrichtete. Im Sommer 1994 ernannte ihn das Organisationskomitee der Adelbodener Weltcuprennen zum Rennleiter. In dieser Funktion war er hauptverantwortlich für die Präparation der Rennpisten. Um durch Regen oder zu warme Temperaturen aufgeweichte Pisten wieder härter und damit renntauglich zu machen, schrieb die FIS damals PTX vor. Die Anwendung dieses Präparats aus Ammoniumnitrat war jedoch umstritten, denn es wird auch als Kunstdünger verwendet und kann unter Umständen umweltschädlich sein; ausserdem ist es teuer und seine Lagerung problematisch. Pieren begann sich daraufhin intensiv Gedanken über mögliche Alternativen zu machen. So gehörte er zu den ersten, der einen Injektionsbalken einsetzte, um kaltes Wasser direkt in die Piste hineinzuspritzen, damit sie gefriert. Ebenso kam er auf die Idee, zur Pistenhärtung grobkörniges Salz zu verwenden, das einen kühlenden Effekt hat. Über die Jahre erwarb er sich den Ruf eines Pistenexperten. Wiederholt wurde er zu Vorträgen und Vorführungen eingeladen, beispielsweise vom UVEK und dem Bundesamt für Umwelt. 2007 war er Mitverfasser eines Merkblatts zum Thema «Einsatz von Chemikalien auf Skipisten». Wissenschaftliche Analysen ergaben, dass die Verwendung von Salz keine negativen Folgen für die Umwelt hat. Fast drei Jahrzehnte lang war Pieren ununterbrochen Rennleiter in Adelboden – auch dann, als er parallel dazu andere Funktionen ausübte. Seinen letzten Einsatz am Chuenisbärgli hatte er im Januar 2022.

### Cheftrainer
Im März 1999 erhielt Pieren von Theo Nadig – dem damaligen Bereichsleiter Ski Alpin des Verbandes Swiss-Ski – unerwartet das Angebot, als Cheftrainer der Schweizer Skiteams der Frauen tätig zu sein. Der Aufgabenbereich entsprach eher jenem eines Teammanagers und umfasste unter anderem Organisation und Koordination von Trainingsmöglichkeiten und Unterkünften während der Saisonvorbereitung, die operative Führung der Nationalmannschaft, der A-Mannschaft und des Europacupteams, die Aufsicht über die Trainer und Serviceleute sowie die Erstellung des Budgets. Nach zwei Tagen Bedenkzeit sagte Pieren zu, unter der Bedingung, dass er weiterhin Rennleiter in Adelboden und Geschäftsführer seiner eigenen Firma bleiben könne. Seine Ernennung galt allgemein als Überraschung.
Pierens wichtigste Personalentscheidung betraf die Neubesetzung des Trainerpostens für die Speed-Disziplinen. Seine Wahl fiel auf den früheren Abfahrtsweltmeister Peter Müller, der jedoch wegen seiner ruppigen Umgangsformen bald auf erheblichen Widerstand der Athletinnen stiess und dadurch in den Medien für unerwünschte Schlagzeilen sorgte. Nach nur vier Monaten sah sich Pieren gezwungen, ihn freizustellen. Als Ersatz konnte er noch vor Beginn der Saison 1999/2000 Marie-Theres Nadig verpflichten (Theos Schwester). Ein wichtiges Anliegen für ihn war die Reduzierung schwerer Knieverletzungen, deren Zahl durch die Einführung von Carving-Skis stark zugenommen hatte. Pieren gelang es, die Cheftrainer fast aller anderen Nationalmannschaften davon zu überzeugen, dass eine Einschränkung der Taillierung der beste Ansatz dafür sei. Als Ergebnis seiner Initiative erliess die FIS daraufhin ein entsprechendes Reglement. Unter Pierens Führung verzeichnete das Schweizer Frauenteam eine deutliche Aufwärtstendenz. Dazu trugen vor allem die Erfolge von Sonja Nef bei, die in der Saison 2000/01 die Riesenslalom-Weltcupwertung für sich entschied und bei den Weltmeisterschaften 2001 in St. Anton am Arlberg die Goldmedaille in derselben Disziplin gewann.
Unmittelbar vor der WM erhielt Pieren von Swiss-Ski-Direktor Jean-Daniel Mudry die Mitteilung, dass der Verband seinen Vertrag nicht erneuern werde; Gründe dafür wurden keine genannt. Erst zwei Wochen nach der Weltmeisterschaft, vor den Weltcuprennen in Lenzerheide informierte Pieren seine Trainerkollegen und Athletinnen, die überwiegend mit Unverständnis reagierten. Unmittelbar darauf trat er an die Medien. Bei der Pressekonferenz war kein Mitglied des Verbandsdirektoriums anwesend, worauf Mudry in Erklärungsnotstand geriet. Der Medienrummel wurde derart gross, dass der designierte Nachfolger Philippe Chevalier nach nur einem Tag zurücktrat. Nicht zuletzt wegen der schlechten Kommunikation kam es daraufhin zu verschiedenen Personalwechseln. 2004 lehnte Pieren das Angebot, Cheftrainer der Männer zu werden, ab.

### FIS-Renndirektor
Im Frühling 2005 trat Kurt Hoch als Chef-Renndirektor der Frauen-Weltcuprennen zurück. FIS-Generalsekretärin Sarah Lewis wollte seinem Nachfolger Atle Skårdal einen ausgewiesenen Pistenexperten für die technischen Disziplinen zur Seite stellen. Sie machte Pieren ein entsprechendes Angebot, worauf dieser umgehend zusagte. Da er weiterhin Rennleiter in Adelboden blieb, musste er sich an den entsprechenden Wochenenden vertreten lassen. Zwei Jahre später folgte der Rücktritt von Sepp Messner als Renndirektor der technischen Disziplinen der Männer. Günter Hujara. der die Gesamtleitung der Männerrennen innehatte, konnte Pieren zu einem Wechsel überzeugen. Damit entfielen auch die Terminkollisionen mit den Rennen in Adelboden. In seiner neuen Funktion war er an der Einführung verschiedener Neuerungen beteiligt, beispielsweise Verbesserungen bei den Sicherheitsnetzen oder Startvorrichtungen für Parallelrennen.
Im Auftrag der FIS war Pieren auch bei drei Olympischen Winterspielen als Renndirektor tätig, wobei er sich nicht nur mit den Organisatoren, sondern jeweils auch mit dem IOC abstimmen musste. Mit Ausnahme weniger wetterbedingter Verschiebungen verliefen die in Sestriere stattfindenden Rennen der Winterspiele 2006 problemlos. Klimatisch herausfordernd waren hingegen die Skirennen der Winterspiele 2010, denn die Pisten in Whistler litten andauernd unter Wärmeeinbrüchen, Regen und Schneefall, was die Präparierung erschwerte. Nur mit viel Improvisation gelang es, alle Rennen reglementskonform durchzuführen. Durchwegs von warmem Wetter betroffen waren die Winterspiele 2014 in Sotschi. Pieren kümmerte sich nicht nur um die Rennpisten, sondern unterstützte zusätzlich die Verantwortlichen für die Halfpipe und die Loipen mit seinem Fachwissen, so dass auch Snowboarder, Nordische Kombinierer und Langläufer ihre Wettkämpfe ordnungsgemäss durchführen konnten. Als Folge einer Reorganisation trat Pieren am Ende der 2013/14 als Renndirektor zurück. Drei Jahre später war er nochmals kurz für die FIS tätig, als er bei den Freestyle-Skiing-Weltmeisterschaften 2017 in der spanischen Sierra Nevada seine Kenntnisse in Sachen Pistenhärtung vermittelte.
Nicht mehr als FIS-Funktionär, sondern jeweils als Angestellter des Organisationskomitees vor Ort betreute Pieren die Durchführung der alpinen Rennen bei den Winterspielen 2018 in Pyeongchang und den Winterspielen 2022 in Peking. Zu seinem Aufgabenbereich gehörte insbesondere die Ausbildung der noch völlig unerfahrenen koreanischen Pistenarbeiter, die im Rahmen von Weltcuprennen schrittweise an ihre Aufgaben herangeführt wurden. Hingegen entfiel die Ausbildung der chinesischen Pistenarbeiter weitgehend, da wegen der COVID-19-Pandemie die Reisemöglichkeiten sehr stark eingeschränkt worden waren. So blieben nur gerade zweieinhalb Wochen Zeit, um die Helfer zu instruieren. Die Hauptlast der Vorbereitung übernahmen erfahrene Pistenarbeiter aus Russland und der Slowakei, die in weiser Voraussicht mehrere Monate zuvor aufgeboten worden waren. Sowohl in Pyeongchang als auch bei Peking überwachte Pieren die Pistenpräparierung.

### Unternehmer
Das Wachsen der eigenen Rennskis während der aktiven Zeit als Skirennfahrer war sehr zeitaufwändig und erforderte viel Organisation. Die Serviceleute anderer Skimarken unterstützten Pieren zwar immer wieder, doch für spezielle Feilen, Klemmen, Hobel und anderes Werkzeug gab es kaum Bezugsquellen. So kam er auf die Idee, daraus ein Geschäftsmodell zu entwickeln. Im Herbst 1992 gründete er zusammen mit seiner Ehefrau Ursula das Unternehmen Pieren Top Products, einen Versandhandel für Skiwachse, Spezialwerkzeuge, Sportbekleidung und Accessoires. Sie führten es zuerst von einem Garagenanbau aus, später von einer frei gewordenen Wohnung in Pierens Elternhaus. 2002 kam ein Onlineshop hinzu, 2012 folgte die Umwandlung der Einzelfirma in eine Aktiengesellschaft. Nochmals zehn Jahre später war Pieren Top Products zum Weltmarktführer im Bereich der händischen Skipräparation aufgestiegen und bot mehr als 2000 verschiedene Produkte an.
Von 1992 bis 1998 organisierte und leitete Pieren auch Trainingscamps für Jugendliche.

## Erfolge

### Olympische Spiele
- Calgary 1988: 14. Riesenslalom
- Albertville 1992: 11. Riesenslalom

### Weltmeisterschaften
- Crans-Montana 1987: 8. Riesenslalom, 19. Slalom
- Morioka 1993: 5. Riesenslalom

### Weltcup
- 26 Platzierungen unter den besten zehn, davon 3 Podestplätze

### Weltcupwertungen
| Saison  | Gesamt | Gesamt | Riesenslalom | Riesenslalom | Slalom | Slalom |
| Saison  | Platz  | Punkte | Platz        | Punkte       | Platz  | Punkte |
| ------- | ------ | ------ | ------------ | ------------ | ------ | ------ |
| 1981/82 | 100.   | 1      | 36.          | 1            | –      | –      |
| 1982/83 | 53.    | 18     | 33.          | 8            | 25.    | 10     |
| 1984/85 | 64.    | 15     | 28.          | 15           | –      | –      |
| 1985/86 | 115.   | 1      | 36.          | 1            | –      | –      |
| 1986/87 | 42.    | 31     | 12.          | 32           | –      | –      |
| 1987/88 | 29.    | 48     | 6.           | 48           | –      | –      |
| 1988/89 | 68.    | 8      | 23.          | 8            | –      | –      |
| 1989/90 | 41.    | 31     | 10.          | 31           | –      | –      |
| 1990/91 | 52.    | 20     | 17.          | 20           | –      | –      |
| 1991/92 | 18.    | 429    | 2.           | 400          | 39.    | 29     |
| 1992/93 | 53.    | 155    | 10.          | 143          | 48.    | 12     |

### Europacup
- 18 Podestplätze, davon 6 Siege
- Saison 1981/82: 3. Riesenslalomwertung
- Saison 1983/84: 4. Gesamtwertung, 3. Riesenslalomwertung
- Saison 1991/92: 2. Gesamtwertung, 1. Riesenslalomwertung

### Weitere Erfolge
- 1 Schweizer Meistertitel (Slalom 1988)